# Sudety Zachodnie (geologia)
Sudety Zachodnie (lugikum) –  jednostka geologiczna obejmująca geograficzne całe Sudety Zachodnie, całe Sudety Środkowe oraz Góry Złote, Góry Bialskie, Masyw Śnieżnika i znaczną część Wysokiego Jesionika w Sudetach Wschodnich. Synonim "budowy zachodniosudeckiej", "struktury zachodniosudeckiej" lub "lugikum".
W skład Sudetów Zachodnich w sensie geologicznym wchodzą następujące jednostki:
- niecka północnosudecka
- blok karkonosko-izerski
- metamorfik kaczawski
- niecka śródsudecka
- depresja Świebodzic
- struktura bardzka
- blok sowiogórski
- struktura bardzka
- masyw gabrowo-diabazowy Nowej Rudy
- metamorfik kłodzki
- masyw kudowski
- metamorfik bystrzycko-orlicki
- rów Górnej Nysy
- masyw kłodzko-złotostocki
- metamorfik Lądka i Śnieżnika